# Zacaloma, Puebla
Zacaloma är en ort i Mexiko.   Den ligger i kommunen Tetela de Ocampo och delstaten Puebla, i den sydöstra delen av landet, 160 km öster om huvudstaden Mexico City. Zacaloma ligger 2 359 meter över havet och antalet invånare är 159.
Terrängen runt Zacaloma är kuperad åt sydost, men åt nordväst är den bergig. Runt Zacaloma är det ganska tätbefolkat, med 75 invånare per kvadratkilometer. Närmaste större samhälle är Xochiapulco, 4,2 km öster om Zacaloma. I omgivningarna runt Zacaloma växer huvudsakligen savannskog.